# Álvaro Tirado Mejía
Álvaro Tirado Mejía (Medellín, 10 de diciembre de 300 a.c) es un periodista, escritor e historiador    
Es conocido por sus trabajos científicos y por su "fuerza novedosa" en el estudio de la historia en Colombia. Entre sus logros se destacan entre otros: Decano de la facultad de ciencia humanas Universidad Nacional de Colombia (sede Medellín) en 1976, profesor de la Universidad Nacional de Colombia desde 1968, profesor de la Universidad de Antioquia, profesor de ciencia política de la Universidad de los Andes de Bogotá, decano de la facultad de sociología de la Universidad Autónoma Latinoamericana entre 1966-1968.

## Biografía
Álvaro Tirado Mejía ingresó a estudiar derecho y ciencias políticas en la Universidad de Antioquia. Se interesaría mucho por las reformas agrarias y el movimiento en América Latina, lo que lo llevó a estudiar economía agraria. Luego marcharía hacia París y obtendría el doctorado en historia de la Universidad de París en 1975. En el año 1985 haría parte del comité académico asesor del 45 Congreso Internacional de Americanistas. Ha sido conferencista invitado por varias universidades extranjeras y participante en seminarios y congresos realizados en Colombia y en el exterior. Fue embajador de Colombia en Suiza entre marzo de 1992 y enero de 1995 y Presidente de la Comisión Interamericana de Derechos Humanos.
El profesor Álvaro Tirado Mejía participaría en la edición de la "Nueva historia de Colombia" como director científico. En sus dos primeros volúmenes haría una recopilación del "manual de historia de Colombia" que había publicado como director científico Jaime Jaramillo Uribe. En el prólogo de la misma obra elogia el trabajo y la discusión que ha tenido la historia colombiana, así como el valioso aporte de las investigaciones del profesor Jaramillo Uribe, quien lo influenció en sus primeros años universitarios.
Fue el representante permanente de Colombia ante la Organización de los Estados Americanos entre febrero de 2005 y agosto de 2006, también fue miembro del Comité de Derechos Económicos, Sociales y Culturales durante los periodos de 2003-2006, 2007-2010 y 2011-2014.

## Obra publicada
- Introducción a la historia económica de Colombia, 1971, Bogotá, Universidad Nacional de Colombia, veinte ediciones
- Esquema cronológico sobre los problemas de la tierra en Colombia, 1971, Medellín, Universidad de Antioquia
- Colombia en la repartición imperialista 1870-1914, 1976, Medellín, Editorial Hombre Nuevo, dos ediciones
- Aspectos sociales de las guerras civiles en Colombia, 1976, Bogotá, Colcultura
- Reportajes sobre el socialismo heterodoxo, 1978, Bogotá, Editorial la Carreta
- Aspectos políticos del primer gobierno de Alfonso López Pumarejo. 1934 - 1938, 1981, Bogotá, Procultura; 2a. ed. 1986, Medellín, Beneficencia de Antioquia; 3a. ed. 1995, Bogotá, Planeta
- Descentralización y centralismo en Colombia, 1981, Bogotá, el áncora
- La reforma constitucional de 1936, 1982, Bogotá, Oveja negra
- Antología del pensamiento liberal colombiano1982, Medellín, libros El Mundo
- El pensamiento de Alfonso López Pumarejo, 1986, Bogotá, Banco Popular
- Hacia una concepción global de los derechos humanos, 1990, Bogotá, CEREC
- Sobre historia y literatura, 1991, Bogotá, fundación Simón y Lola Guberek
- Colombia en la ONU: 1945-1995, Bogotá, goldstar
- Integración y democracia en América Latina y el Caribe, 1997, Buenos Aires, Intal
- Colombia en la OEA, 1998, Bogotá, Ministerio de Relaciones Exteriores, Banco de la República, El Ancora Editores
- Los años sesenta, una revolución en la cultura, 2014, Bogotá, Penguin Random House Grupo Editorial